# عصور مصر الجيولوجية
عصور مصر الجيولوجية، يُقصد بها دراسة التغيرات الجيولوجية في مصر عبر الحقب الجيوليوجية.

## عصر ما قبل الكمبري

### الفترة الزمنية
منذ حوالي 4700 مليون سنة وحتى بدايات حقب الحياة القديمة أي حوالي 570 مليون سنة.

### الصخور الممثلة وأماكن تواجدها
توجد في الصحراء الشرقية وجنوب سيناء وجزء من الصحراء الغربية في جبل العوينات وتغطى صخورة حوالى 10 % في مصر 40% من صخور الجرانيتية من جميع حقب التاريخ.

### الأحداث المناخية
يذهب الكثيرون من العلماء بان الأرض كان جوها في أول العصور مختلف عن الجو الحالى ويعتقد أن الغلاف المائي والجوى لم يكنا تكونا بعد وتكونت جميع الاغلفة المتعارف عليها الآن فيما بعد ذلك الزمن.

### الأحداث الجغرافية
الفترة الأولى من هذا الحقب شهدت تكون القشرة الأرضية بتوالى العمليات الجيولوجية كتفارق المجما والدورات اللثيولوجية وتكونت انوية من الصخور الجر انوديوريتية التي أدت بدورها لتكوين الأصول الأولى للقارات المعروفة.

### الخامات والمعادن المكونة
تحتوى صخور هذا الحقل على أغلب واهب الرواسب المعدنية في مصر مثل (الذهب –الكروم-التيتانيوم-الحديد) هذا بلإضافة إلى العديد من المعادن اللافلزية كالحجر الكريم (الزمرد-التلك-الماجنيزيت).

## عصر الكامبري

### الفترة الزمنية
بدء هذا العصر 590 :505 مليون سنة.
الصخور الممثلة وأماكن توزعها:
في سيناء في غرب ووسط سيناء توجد روسوبيات زمن الكامبري تكوين الناقوس وعربة وفي الصحراء الشرقية والغربية توجد طبقات الكامبري تحت السطح في شمال الغربي لمصر.

### الأحداث الجغرافية
بدأت البحار الضحلة في زمن عصر الكامبري تغطى على كثير من ارجاء اليابس وترسبت الرمال أولا ثم تليها طبقات سميكة من الطين الأسود التي تصلب فيما بعد ذلك وتتحول إلى طفل واردواز ترسبت في احواض كانت تهبط ببطء وتغمرها مياه المحيط ودل على ذلك وجود الرسوبيات الجيرية والشعاب الاسفنجية المرجانية المميذة للمياة الدافئة لم تسفر الأبحاث عن أي معلومات اكيدة عن المناطق اليابسة في ذلك الزمن إلا أن يعتقد أنها كانت صحراوية.

## عصر الاردوفيشي

### الفترة الزمنية
بدء هذا العصر من 505 مليون سنة:438 مليون سنة.
الصخور الممثل وأماكن تواجدها:
يمثل هذا العصر بتكوين كركر طلة ويوجد في الحفات الشمالية من جبل العوينات وهذا عبارة عن حجر رملي بحرى وكونجلوميرات وحجر رملي توجد فيى مجموعة من الحفريات.

### الأحداث الجغرافية
يتميز بدء الزمن الاردوفيشى بطغيان جديد للبحار قد أدى ذلك إلى عدم وجود عدم توافق ظاهر يعين الحدود الجيولوجية التي تفصل بين الزمنين الكامبري والاردفيشى في الكثير من البلاد.

### الأحداث المناخية
كان المناخ في هذا الزمن دافئا عموما في خلا هذة الفترة وما يدل على ذلك سعة انتشار الصخور الدولوميتية في بقاع كثيرة من العالم في ذلك الزمن
وظل هكذا حتى نهاية الزمن السيلوري متجانسة في معظم أنحاء العالم وقد اختلفت بعض المناطق.

### الأحداث التركيبية
قد سجلت الأبحاث ثورانات بركانية في قيعان بعض بحار هذة الحقبة ظلت
الأحواض والمنخفضات البحرية في الهبوط إلى الأوائل من العصر السيلورى إلى ان امتلات برواسب سميكة من الطين والرمل مما أدى إلى احتفاظ هذة البحار بعمق متوسط تقريبا.

### الأحداث الجغرافية
امتلات الأحواض التي تكونت في حقب الحياة القديمة بالرواسب الملحية.

### الأحداث التركيبية
السلورى تقريبا هو إعادة لما حدث للعصر الاردوفيشى وقرب نهايتة بدات الحركات الأرضية وزدادت حتى بلغت زروتها في الحركة الكاليونية.

### الحفريات الممثلة
توجد اثر الحفريات في هذا العصر بكثرة الممثلة بالاثر:
1-اسكولثس.
2-كروزيانا.

## العصر الديفونى

### الفترة الزمنية
بدا هذا العصر من 400 إلى 350 مليون سنة واستغرق على الأرض حوالى 50 مليون سنة.

### الصخور الممثلة وأماكن تواجدها
هي رواسب قارية يمثلها الحجر الرملي الأحمر القديم ورواسب الحجر الجرت على حواف الشواطئ يقول كل من دكتور عيسوى ويوكس ودكتور زغلول ان هذا العصر موجود في مصر ممثلا كاثار الحفريات في صخور كل من أسوان وقنا والجلف الكبير.

### الحفريات الممثلة
انتشرت النباتات على اليابسة ولاسيم السرسيات البذرية والنباتات ذات البذور ولا فقاريات مثل المرجانية والبانية والشعب الاسفنجية واصحاب الجلود الشوكية.

### الأحداث المناخية والتركيبية
يتميز هذا العصر بمناخ حار إلى معتدل. تحدد زروت الحركة الكاليدونية في نهاية هذا العصر.

### الخامات والمعادن الممثلة
من أهم الرمال الصالحة لصناعة الزجاج وأحجار البناء والحجر الجيري وخامات الأسمنت والأملاح.

## العصر الكربوني

### الفترة الزمنية
بدء هذا الزمن من حوالى 350 مليون سنة تقريبا واستمر على الأرض حوالى 80 مليون سنة وينقسم إلى:
-الكربون العلوى البنسلفانى.
-الكربون السفلى السيسيبى.

### الصخور الممثلة وأماكن تواجدها
الحجر الجيري الكربوني السفلى وتوجد في تكون ام بجمة
الصخور الرملية والجرت الكربون العلوى وتوجد في تكوين عاتقة
رواسب الفحم ويوجد في شبة جذيرة سيناء.

### الأحداث المناخية
ساد مناخ دافئ رطب ومطر غزير مائل إلى الاعتدال والدليل على ذلك ظهور الأشجار الضخمة مثل السرخسيات.

### الأحداث الجغرافية
إن وجود العصر الكربوني في مصر في حوض الخليج والسويس دليل واضح على تقدم البحر وعلى العموم فان من المؤكد أن شمال مصر قد تغطى برمال البحر لفترة زمنية طويلة.

### الأحداث التركيبية
في نهاية العصر الكربوني وأوائل الزمنن البرمى نشطت الحركة الهيرسينية والتي أدت إلى تكوين الجبال الشاهقة في أوروبا وأمريكا في نهاية العصر حدثت عدة ارتفاعات وانخفاضات عن مستوى سطح البحر.

### الخامات الممثلة للعصر
الفحم في صورة عدسات مختلفة الأحجام في منطقة بدعة وثورة
والمنجنيذ في منطقة ام بجمة الكولين في منطقة أبوزنيمة.

## العصر البرمي

### الفترة الزمنية
بدأ هذا الزمن منذ حوالى 290 إلى 250 مليون سنة تقريبا.
الصخور الممثلة وأماكن تواجدها:
تكونت الطبقات من الصخور الرملية والكونجلومرات والبريشيا والدلوميت والطفر تتخللها طبقات من الملح الصخرى والجبس وفي مصر يظهر في منطقة خليج السويس وسيناء والصحراء الغربية كذلك تظهر تكويناتة من الرواسب القارية في جنوب غرب مصر في جبل العوينات.

### الأحداث المناخية
اختلاف عظيم في طبيعة المناخ والبيئة من الجو الرطب الدافئ إلى الجو البارد الصحراوى وادي ذلك إلى فناء عدد كبير من الأجناس التي كانت تميز الحقب القديمة.

### الأحداث الجغرافية والتركيبية
تحولت معظم البحار الكبيرة في ذلك العصر إلى بحار داخلية صغيرة انفصلت عن المحيط ومنة ترتكب تاثير المناخ الصحراوى شيا فشيا فزادت الملوحة حتى لم تعد البيئة فيها مناسبة لنمو الحيوان.

### الخامات والمعادن
في الأعماق شرق منخفط القطارة توجد رواسب البرمى حاوية على صخور رملية بنفسيجية مع الطفل الحاوية على طبقات رقبقة من الفحم.

## العصر الترياسي

### الفترة الزمنية
بدأ هذا العصر من 245 إلى 208 مليون سنة.
الصخور الممثلة وأماكن تواجدها في مصر:
توجد صخور العصر شرق سيناء على حدود فلسطين.

### الحفريات الممثلة
-جنس الرنيكونيلا والتربوتيولا من قبيلة المسرجيات.
-ظهر المرجان السداسى في قبيلة المرجانيات.
-الأنواع المنتظمة من قبيلة الجلد شوكيات.
-جنس ميوفوريا من طائفة المحاريات.
-جنس سيراتوبيس من الأسماك ذات الراة من الفقاريات.
-وعلى مستوى العالم تطورت الزواحف وظهر أول الديناصورات.

### الأحداث المناخية
سادت الظروف القارية والمناخ الجاف في بداية العصر وتخللة ممطرة.

### الأحداث الجغرافية
تقدم البحر بانتهاء الظروف القارية وبدء المحيط الأطلسي في التكوين

### الأحداث التركيبية
لم تنشط الحركات الأرضية خلال العصور ولكنها تركت آثار قوية في جنوب شرق آسيا وقد غطت بعض البراكين شمال أفريقيا وجنوب أمريكا.

### الخامات والمعادن
الحجر الجيري –الدولوميت –الطفلة.

## العصر الجوراسي

### الفترة الزمنية
بدأ هذا العصر من 208 إلى 144 مليون سنة.

### الصخور الممثلة وأماكن تواجدها
الصخور الرملية والصخور الجيرية –دولوميت الصخور الجيرية الدولوميتية – طفلة.
أماكن تواجدها في مصر:
تظهر صخور الجوراسي في شمال سيناء في جبل المغارة والمنشرح وريذان عنيزة وفي الجلالة البحرية عند رأس العبد ووادي الملوك وأبو الدرج كذلك توجد صخور الجوراسي في بعض الابار العميقة عند ابار أبو رواش والخطاطبة وغزلات وباتى وعين موسى وعتاقة.

### الحفريات الممثلة
انتشرت المسرجيات مثل جنس تربر اتيولا وجنس رنيكو نيلد ومن المحاريات جنس ترايجونيا.
سيطرت الزواحف في ذلك العصر على البر والبحر ومن هذة الزواحف الديناصورات كذلك ظهرت أول بشاير الطيور وكان لة بعض صفات الزواحف.

### الأحداث المناخية
كان المناخ في ذلك العصر معتدلا ومتجانسا وكان المطركافيا لنشوء غابات كثيفة ولم يعثر على صخور ذلك العصرعلى قيام ظروف جليدية.

### الأحداث الجغرافية
بدء الزمن الجوراسي بطوفان عظيم للبحار وتحولت الجبال العالية إلى بطاح منخفضة وامتد بحر التيس وطفى على مناطق شاسعة من العالم واتساع السهول في ذلك العصر وقلت المناطق الصحراوية.

### الخامات والمعادن الممثلة
يعتبر الفحم من أهم الخامات التي ظهرت في العصر الجوراوسي ويعتبر من أهم الرواسب الباقتصادية في منطقة المغارة بشمال سيناء قرب السطح وكذلك يوجد الفحم البيتوميني واللجنيت في صخور الجاروسي بمنطقة عين موسي علي عمق 500 متر من السطح.

## العصر الطباشيري

### الفترة الزمنية
استمر العصر مدة 78 مليون سنة من 144 الي 66 مليون سنة.

### الصخور الممثلة للعصر وأماكن تواجدها
تغطي صخور العصر الطباشيري حوالي 40% من المساحة الكلية لمصر ومن أهمها الصخور الحجر الجيري والطباشير والدلو ميت والمارل والحجر الطيني وتنتشر الصخور العصر الطباشيري في جبال الحلال ويلق والمغارة وريسان عنيزة ولبني والجدي بشمال سيناء وهضبة التية ووحات مصر والصحراء الشرقية.

### الحفريات الممثلة
تحوي صخور العصر الطباشيري علي حفريات فقرية للاسماك وبرمائيات وزواحف وطيور وفيه ظهرة أول الثديات المشيمية كما تم العثور علي عظام ديناصورات في طبقات القارية للعصر الطباشيري الأسفل في منطقة الواحات البحرية وخاصةً في منطقة الدست والمغرفة.

### الأحداث المناخية
كان المناخ معتدلا متجانسا في كل الأرض بدليل انتشار الحياة النباتية الكثيرة فأدى الي الازدهار الواسع للغابات والمروج في معظم أنحاء اليابس واستمر الغطاء النباتي بأنواع عديدة كما شهد العصر تطور النباتات الزهرية.

### الأحداث الجغرافية
يعتبر العصر الطباشيري من أطول العصور الهبوط القاري المستمر في تاريخ الأرض واتسعت خلاله المناطق التي غطتها البحار القارية الضحلة اتساع عظيم وفي مصر طغت مياة البحرية والتي تسمي بالبحر الطباشيري حيث سادة ظروف الترسيب البحري العميق في الجزء الشمالي.

### الأحداث التركيبة
اثرت حركة الأقواس السورية والتي حدثت في نهاية العصر الطباشيري علي الجزء الشمالي من مصر حيث أصبحت مرتفعة عن جبل الحلال ومنخفة في أماكن أخرى.

### الخامات والمعادن الممثلة
- الفوسفات في منطقة القصير وسفاجا وأبو طرطور وسباعية والمحاميد
- المنجليز في وادي بتسوس ووادي عربة
- الكاولين في وادي كلابشة غرب اسوان.

## عصر الباليوسين

### الفترة الزمنية
ظهر هذا العصر من 70 إلى 60 مليون سنة استغرق على الأرض 10 ملايين سنة؛ وينفسم إلى:
1-	علوي الاننيان.
2-	سفلي ا- مونتيان.
```
2- دانيان.
```

### الصخور الممثلة وأماكن تواجدها
- طفلة – المارل –طين.
- البايوسين السفلي (أبو دربة –وادي غرندل – وادي سيدر في سيناء).
- الحجر الجيري – الطباشيري.
- البايوسين العلوي (جبل كوبر – بين وادي بعبع ووداي الشلال بسيناء).
- البايوسين السفلي جبل ميامي –جبل عويس –اسنا بوادي النيل.

### الخامات الممثلة للعصر وأماكن تواجدها
- الشب وتتواجد بالوحات الداخلية.
- الجست وتوجد في الصحراء الغربية.
- حديد بة منجنيز بالواحات البحرية.
- مغرى سمراء بالواحات الداخلية.

## العصر الميوسين

### الفترة الزمنية
بدأ هذا العصر من 23 إلى 5.3 واستمر حوالى 16.5 مليون سنة.

### الصخور الممثلة وأماكن تواجدها
كونت رسوبيات ضخمة بشمال الدلتا وفي شمال الصحراء الغربيى هناك تتابع كبير لخليط من الحصا والرمل حفريات بحرية يعلو باذلت أبو رواش
ونجد أيضا منطقة الغابات المتحجرة والتي تتميز بوجود اخشاب متحجرة.

### الحفريات الممثلة
حفريات المغارة وخاصة سديات من دوجة الاصابع مثل افراس النهر والأبقار وكذلك اجداد الأفيال الحديثة وبعض الزواحف وبعض اسماك القرش.

### الأحداث التركيبية
تميز هذا العهد بحركات أرضية بهبوط حاد بشمال مصر وخاصة ميوسين المبكر فغمرته مياة البحر وخاصة طريق مصر السويس.

## العصر الحديث

### الفترة الزمنية
بدأ هذا العصر من 10 آلاف سنة تقريبا.

### الصخور الممثلة وأماكن تواجدها
- الرواسب الطميية النيلية.
- رواسب الكسبان الرملية.
- رواسب البرك.

### الأحداث المناخية
تراجعت ثلوج الجليدي الأخير، وصل مصر نهر النيل وقد تسبب من النها مطيرة كثيرة وقد تراجع منسوب المياه في النهر بين الزيادة والنقصان أثناء العصور التاريخية.

### الأحداث الجغرافية
سادت مصر أمطار صيفية جنوبية وحتى شمال مصر كان جافا مقارنة بالجزء الجنوبي والتي تركت رواسبها المعروفة في أجزاء متفرقة من الجزء الجنوبي من الصحراء الغربية وقد استمرت تلك الفترة في منتصف الألف الثالث قبل الميلاد وتوقفت الأمطار وبدأت الكثبان الرملية في الزحف على الأرض فاختفت الحشائش الطويلة والشجيرات التي كانت تغطى الصحراء؛ وبعد ذلك بعدة آلاف من السنين استقر النهر فاستقر الإنسان حوله فاتجهت البلاد للزراعة.